# Brigade (album)
Pour les articles homonymes, voir Brigade (homonymie).
Albums de Heart
Bad Animals
(1987) Desire Walks On
(1993)
Brigade est le dixième album studio de Heart. À noter la chanson Never Stop Loving You, qui a été composée par David Cassidy, ancien chanteur de la sitcom américaine The Partridge Family, sa conjointe de l'époque Sue Shifrin et le bassiste chanteur John Wetton du groupe Asia. Elle fut aussi reprise par Cher.

## Développement
L'album atteint la troisième place du Billboard 200 et du UK Albums Chart, tout en atteignant le deuxième rang au Canada, en Finlande et en Suède. Le premier single de l'album, All I Wanna Do Is Make Love to You, atteint le numéro deux du Billboard Hot 100. Les singles suivants I Didn't Want to Need You et Stranded culminaient respectivement aux numéros 23 et 13 du Billboard Hot 100 ; Secret, quatrième et dernier single, classé au numéro 64. Deux chansons de l'album, Wild Child et Tall Dark Handsome Stranger, atteignent respectivement les numéros 3 et 24 des charts du Billboard.
La sortie de l'album est suivie d'une tournée mondiale réussie. Comme son prédécesseur Bad Animals en 1987, celui-ci est connu pour avoir moins de compositions originales écrites de la part des membres du groupe Ann et Nancy Wilson, mais serait le dernier des albums de Heart à contenir des compositions d'auteurs extérieurs au groupe.

## Liste des pistes
1. Wild Child (Robert John « Mutt » Lange, Craig Joiner, Anthony Mitman) - 4:31
2. All I Wanna Do Is Make Love to You (Lange) - 5:11
3. Secret (Franne Golde, Bruce Roberts) - 4:14
4. Tall, Dark, Handsome Stranger (Holly Knight, Albert Hammond) - 4:04
5. I Didn't Want to Need You (Diane Warren) - 4:10
6. The Night (Sammy Hagar, Denny Carmassi, Ann Wilson, Nancy Wilson) - 4:54
7. Fallen from Grace (Hagar, Carmassi, Jesse Harms) - 4:07
8. Under The Sky (A. Wilson, N. Wilson, Sue Ennis) - 2:53
9. Cruel Nights (Warren) - 4:04
10. Stranded (Jamie Kyle, Jeff Harrington) - 3:59
11. Call of the Wild (Heart, Ennis) - 4:06
12. I Want Your World to Turn (Tom Kelly, Billy Steinberg) - 4:36
13. I Love You (A. Wilson, N. Wilson, Knight, Hammond) - 3:48

- Chansons bonus sur l'édition japonaise :

1. Cruel Tears (Mark Spiro, A. Wilson, N. Wilson) - 4:17
2. Never stop loving you (David Cassidy, John Wetton, Sue Shifrin) - 3:57
3. The Will To Love (Kelly, Steinberg) - 4:22

## Personnel
- Ann Wilson - chant, chœurs
- Nancy Wilson - guitares acoustique et électrique, dobro, mandoline, harmonica, claviers, chant, chœurs
- Howard Leese - guitare solo et rythmique, auto-harpe, mandoline, claviers, harmonica, chœurs
- Mark Andes - basse, chœurs
- Denny Carmassi - batterie

### Personnel additionnel
- Kim Bullard - claviers additionnels sur 1-3, 5, 7-10, 12
- Sterling - claviers additionnels sur 13
- Richie Zito - guitare additionnelle sur 10

## Classements
| Classement (1990)                       | Meilleure position |
| --------------------------------------- | ------------------ |
| Australie (ARIA)                        | 11                 |
| Canada (Canadian Albums)                | 2                  |
| Pays-Bas (Mega Album Top 100)           | 16                 |
| Top 100 Albums Europe (Music and Media) | 10                 |
| Suomen virallinen lista                 | 2                  |
| Allemagne (Media Control AG)            | 14                 |
| Icelandic Albums (Tónlist)              | 7                  |
| Oricon                                  | 6                  |
| Nouvelle-Zélande (RIANZ)                | 7                  |
| Norvège (VG-lista)                      | 7                  |
| Suède (Sverigetopplistan)               | 2                  |
| Suisse (Schweizer Hitparade)            | 11                 |
| Royaume-Uni (UK Albums Chart)           | 3                  |
| États-Unis (Billboard 200)              | 3                  |